# Кавалир (округ)
Округ Кавалир (англ. Cavalier County) располагается в штате Северная Дакота, США. Официально образован в 1879 году. По состоянию на 2013 год, численность населения составляла 3896 человек.

## География
По данным Бюро переписи США, общая площадь округа равняется 3 910,904 км2, из которых 3 853,924 км2 — это суша, и 22 км2, или 1,44 % — водоемы. В окружном центре Лэнгдон средняя температура июля составляет 19 °С со средним максимумом 26 °С, средняя температура января — −17,1 °С со средним минимумом −22,9 °С. На севере граничит с канадской провинцией Манитоба.

### Соседние округа
- Пембина (восток)
- Уолш (юго-восток)
- Рамси (юг)
- Таунэр (запад)

## Население
По данным переписи населения 2000 года в округе проживает 4831 житель в составе 2017 домашних хозяйств и 1361 семья. Плотность населения составляет 1,00 человек на км2. На территории округа насчитывается 2725 жилых строений, при плотности застройки около 1,00-го строения на км2. Расовый состав населения: белые — 98,10 %, афроамериканцы — 0,14 %, коренные американцы (индейцы) — 0,52 %, азиаты — 0,10 %, гавайцы — 0,00 %, представители других рас — 0,10 %, представители двух или более рас — 1,03 %. Испаноязычные составляли 0,64 % населения независимо от расы.
В составе 27,50 % из общего числа домашних хозяйств проживают дети в возрасте до 18 лет, 60,80 % домашних хозяйств представляют собой супружеские пары, проживающие вместе, 3,80 % домашних хозяйств представляют собой одиноких женщин без супруга, 32,50 % домашних хозяйств не имеют отношения к семьям, 30,80 % домашних хозяйств состоят из одного человека, 17,00 % домашних хозяйств состоят из престарелых (65 лет и старше), проживающих в одиночестве. Средний размер домашнего хозяйства составляет 2,34 человека, и средний размер семьи 2,93 человека.
Возрастной состав округа: 24,60 % — моложе 18 лет, 3,70 % — от 18 до 24, 21,30 % — от 25 до 44, 27,50 % — от 45 до 64, и 27,50 % — от 65 и старше. Средний возраст жителя округа — 45 лет. На каждые 100 женщин приходится 98,90 мужчин. На каждые 100 женщин старше 18 лет приходится 97,60 мужчин.
Средний доход на домохозяйство в округе составлял 31 868 USD, на семью — 39 601 USD. Среднестатистический заработок мужчины был 28 886 USD против 19 647 USD для женщины. Доход на душу населения составлял 15 817 USD. Около 7,80 % семей и 11,50 % общего населения находились ниже черты бедности, в том числе — 16,60 % молодежи (тех, кому ещё не исполнилось 18 лет) и 11,90 % тех, кому было уже больше 65 лет.